# Miriam Aïda
Miriam Aïda (24 september 1974) is een Zweedse jazz-zangeres.
Aïda geniet populariteit als jazzzangeres in haar eigen land. Ze heeft gespeeld in Europa, maar heeft ook opgetreden in de Blue Note in Tokio. Ze treedt op met haar partner, de altsaxofonist en fluitist Fredrik Kronkvist. Haar muziek is beïnvloed door allerlei muzikale tradities, waaronder Latijns-Amerikaanse muziek, met name de Bossanova.

## Discografie (selectie)
- Jan Lundgren Trio Presents Miriam Aïda & Fredrik Kronkvist, Sittel, 2002
- My Kind of World, Sittel, 2003
- Eletrificação/A Bossa Elétrica, Raw Fusion Recordings, 2004
- Live at the Palladium (met de Monday Night Big Band en Kronkvist), Sittel, 2005
- Meu Brasil, Connective Records, 2007
- Come on Home, Connective, 2008
- Letros ao Brasil, Connective, 2009
- Visans Vasen, Connective, 2011
- E De Lei, Connective, 2014